# Castello Visconteo
Castello Visconteo ali Grad Viscontijev je grad v Pavii, Lombardija, severni Italija.
Zgrajen je bil med letoma 1360 - 1366 po naročilu Galeazzo II. Viscontija, kmalu po zavzetju mesta, svobodne mestne državice do takrat. Verjetni arhitekt je bil Bartolino da Novara. Grad je bil nekoč glavna rezidenca družine Visconti, medtem ko je bilo politično središče države Milano. Severno od gradu je velik zaprt park, kjer je tudi Certosa di Pavia, ustanovljena 1396 po zaobljubi Gian Galeazza Viscontija, in je pomenila neke vrste zasebno kapelo Viscontijev. Bitka pri Pavii (1525), vrhunec italijanske vojne, je potekala znotraj grajskega parka.
Trenutno je v objektu Muzej Pavie (Museo Civici di Pavia), to je vrsta muzejskih zbirk razdeljenih v: Pinacoteca Malaspina, Museo Archeologico, Sala Longobarda, Sezioni Medioevale in Rinascimentale Quadrijev dell'800 (Collezione Morone), Museo del Risorgimento, Museo Robecchi Bricchetti in Cripta di Sant'Eusebio. 

## Zbirke
Pinacoteca Malaspina in zbirke slik do leta 1800, vključujejo naslednja dela :
| - Mojster čaščenja Antwerpna - Mojster d'Arco - Spinello Aretino - Guariento d’Arpo - Pietro Maria Bagnatore - Studio Lazzaro Bastiani - Mojster Andriola de Barrachis - Hans Sebald Beham - Giovanni Bellini - Bernardino Bergognone(?) - Ambrogio Bevilacqua - Isidoro Bianchi (?) - Michele Bono, (Giambono) - Jacobello di Bonomo - Alessandro Bonvicino (il Moretto) - Domenico Brusasorzi - Bernardino Butinone - Luca Cambiaso - Domenico Campagnola - Ottaviano Cane - Giovanni Francesco Caroto - Maestro dei Cartellini - Jacopo del Casentino - Matteo della Chiesa - Studio Jean Clouet - Jan Wellens de Cock - Raffaellino del Colle - Giovanni Battista Cima da Conegliano - Correggio | - Lorenzo Costa in Studio - Studio Lorenzo di Credi - Giovanni Battista Crespi (il Cerano) - Ortensio Crespi - Giovanni Pietro in Giovanni Ambrogio De Donati - Adam Elsheimer - Gentile da Fabriano - Paolo Farinati - Bernardino Fasolo - Floriano Ferramola - Defendente Ferrari - Giovanni Ambrogio Figino - Simone di Filippo (Simone de' Crocifissi) - Vincenzo Foppa - Ambrogio da Fossano, (il Bergognone) - Lattanzio Gambara - Teodoro Ghisi - Studio Giampietrino - Gerolamo Giovenone - Hugo van der Goes - Pietro Grammorseo (pripisano) - Bernardino Licinio - Bernardino Luini - Cesare Magni - Giovanni Mansueti - Studio Pietro Marone - Girolamo Melegulo(?) - Antonello da Messina - Mojster San Miniato | - Girolamo Mocetto - Michelino Molinari, (da Besozzo) - Luca Mombello - Bartolomeo Montagna - Mojster Montefiore Conca (pripisano) - Panfilo Nuvolone - Carlo Francesco Panfilo - Šola Joachim Patinir - Jacopo Palma il Giovane in njegova šola - Bernardino Parenzano - Giovanni di Pietro da Pisa - Studio Frans Pourbus mlajši - Šola Camillo Procaccini - Gandolfino da Roreto - Benedetto Rusconi - Paolo Antonio de Scazoli - (Fra Battista Spagnoli or Battista Mantovano (?) - Terenzio Terenzi (il Rondolino) - Šola Francesco Terzi - Gerolamo Tessari, (Girolamo Del Santo) - Benvenuto Tisi (Garofalo) - Giovan Battista Trotti, (il Malosso) - Studio Bonifacio Veronese - Paolo Veronese - Francesco da Verzate - Giacomino Vismara - Alvise Vivarini - Rogier van der Weyden (kopija) - Bernardo Zenale |